# Saint-Sulpice-de-Roumagnac

Saint-Sulpice-de-Roumagnac este o comună în departamentul Dordogne din sud-vestul Franței. În 2009 avea o populație de 214 de locuitori.

## Evoluția populației
| An        | 1975 | 1982 | 1990 | 1999 | 2006 | 2009 |
| --------- | ---- | ---- | ---- | ---- | ---- | ---- |
| Populație | 238  | 242  | 232  | 226  | 217  | 214  |